# Dnevi radia
Dnevi radia (angleško Radio Days) je ameriški komično-dramski film iz leta 1987, ki ga je režiral in zanj napisal scenarij Woody Allen, ki v filmu tudi igra in je še pripovedovalec. Prikazuje ameriško družinsko življenje v zlati dobi radia, tako s pomočjo glasbe, kot tudi spominov. Večina glasbe v filmu je iz 1930-ih in 1940-ih let. V glavnih vlogah nastopa večje število igralcev.
Film je prejel dobre kritike. Prejel je dve nominaciji za oskarja, tudi za najboljši scenarij, in sedem nominacij za nagrado BAFTA, od tega je osvojil nagrado v kategorijah za najboljšo kostumografijo in produkcijo, nominiran pa je bil tudi za najboljši film, scenarij in žensko stransko vlogo (Dianne Wiest). Anketa revije Empire film uvršča na 304. mesto petstotih najboljših filmov vseh časov.

## Vloge
- Woody Allen kot Joe, pripovedovalec
- Hy Anzell kot ga. Waldbaum
- Seth Green kot mladi Joe
- Danny Aiello kot Rocco
- Sydney Blake kot ga. Gordon
- Leah Carrey kot dedek
- Jeff Daniels kot Biff Baxter
- Larry David kot komunistični sosed
- Gina DeAngelis kot Roccova mati
- Denise Dumont kot latinski pevec
- Mia Farrow kot Sally White
- Todd Field kot Crooner
- Kitty Carlisle Hart kot Maxwell House
- Paul Herman kot Burglar
- Julie Kavner kot Mother
- Diane Keaton kot novoletni pevec
- Julie Kurnitz kot Irene Draper
- Renée Lippin kot teta Ceil
- William Magerman kot dedek
- Judith Malina kot ga. Waldbaum
- Brian Mannain kot Kirby Kyle
- Kenneth Mars kot  rabin Baumel
- Helen Miller kot ga. Needleman
- Josh Mostel kot stric Abe
- Don Pardo kot voditelj oddaje Guess That Tune
- Tony Roberts kot »Silver Dollar« Emcee
- Martin Rosenblatt kot g. Needleman
- Rebecca Schaeffer kot hčera komunistov
- Wallace Shawn kot zamaskiran maščevalec
- Martin Sherman kot radijski igralec
- Mike Starr kot vlomilec
- Michael Tucker kot oče
- David Warrilow kot Roger Daley
- Kenneth Welsh kot radijski glas
- Dianne Wiest kot teta Bea